# Друштвени идентитет (теорија)
Друштвени идентитет представља начин како особа види себе у друштву, с једне стране, а с друге, начином како је виде други чланови друштва. Структурна двострукост начина како особа види себе у друштву очитује се, с једне стране, у формирању сопствене слике-у-огледалу, сагледавања себе очима других чланова друштва, а с друге, изградњом свог личног интегритета и индивидуалитета, који је релативно независан од те слике.
У традиционалним друштвима, појединац је имао ограничен и фиксиран број друштвених идентитета који су мање или више били интегрисани у структуру личности, док у савременим, индустријским и постиндустријским друштвима једна особа може имати више различитих друштвених идентитета који су фрагментовани и често узајамно супротстављени. Зато је друштвени идентитет у савременом друштву у већој мери инструментализован и подложан промени ( најпознатији утицај који доприноси наглашавању важности представљања и самопредстављања у друштву јесте утицај медија )

### Друштвена стигма
Друштвени идентитет може бити родни, етнички, религијски, класни, одређен посебним животним стилом. У сваком од ових случајева идентитет у различитој мери зависи од личног избора појединца. Он се може испољити и као друштвена стигма, кроз обезвређивање и ниподаштавање. На пример, у старом Риму хришћани су били најстигматизованија друштвена група; у нацистичкој Немачкој, то су били Јевреји. У кастинском систему Индије, каста недодирљивих је у тој мери била понижена да њихова сенка није смела пасти на брамна, представника највише касте. Расизам такође представља начин друштвеног стигматизовања људи услед боје њихове коже. Друштвено стигматизовање повезано је с друштвеним предрасудама и друштвеним насиљем.

## Теорија друштвеног идентитета
Теорија друштвеног идентитета најбоље је објашњена као теорија која предвиђа одређена понашања унутар групе на основу уочених промена друштвеног положаја, уочених легитимитета и стабилности тих друштвених положаја, и уочава способност за промену друштва у коме се појединац налази.
Ово се супротставља са околностима у којима се термин теорија друштвеног идентитета који се користи да би се односио на опште теоретисање о друштвеној личности. Осим тога, иако су неки научници су је третирали као такву, теорија друштвеног идентитета никада није намеравала да буде општа теорија друштвене категоризације. 
То је била свест о ограниченом обиму теорије друштвеног идентитета коју је водио Џон Турнер заједно са својим колегама како би развио теорију рођака у форми теорије личне-категоризације, која се заснива на разумевању теорије друштвеног идентитета како би допринела већем броју објашњења о личном и друштвеном напретку. Термин приступ друштвеног идентитета, или перспектива друштвеног идентитета је препоручена ради описивања заједничких доприноса обе теорије, тј. теорије друштвеног идентитета и теорије личне-категоризације.

### Становишта теорије
Теорија друштвеног идентитета говори да понашање варира између међуљудских и друштвених односа. Коначно међуљудско понашање одређује се искључиво од индивидуалних карактеристика и међуљудских односа који постоје између двоје или више људи. Коначно понашање унутар групе зависи искључиво од припадности одређеној друштвеној категорији двоје или више чланова те групе.
Аутори теорије друштвеног идентитета тврде да чиста међуљудска или чиста друштвена понашања је тешко пронаћи у реалном друштвеном животу. Уместо тога, очекује се да понашање буде вођено нагодбама између две крајности. Когнитивна природа човека насупрот друштвеног идентитета, и њихових повезаности, је у потпуности развијена у теорији личне-категоризације.
Теорија друштвеног идентитета уместо фокусирања на друштвене структуралне чињенице које ће предвидети који крај спектра ће највише утицати на индивидуална понашања, заједно са облицима које понашање може да заузме.
Кључна претпоставка у теорији друштвеног идентитета је да су појединци суштински мотивисани да остваре позитивну особеност. То јест, појединци "теже за позитивном само-идејом". Као што се појединци у различитом степену могу дефинисати и информисати од стране својих друштвених идентитета изводи се да, према друштвеној теорији идентитета, "појединци настоје да постигну или одрже позитиван друштвени идентитет". Треба напоменути да је истинска природа овог залагања за позитивном само-идејом и даље предмет расправа (погледати хипотезу самопоуздања).